# Pont de l'Amitié (Corée du Nord - Russie)
Pour les articles homonymes, voir Pont de l'Amitié.
Le pont de l’Amitié Corée du Nord-Russie (en coréen : 조선–로씨야 우정의 다리, Chosŏn–Rossiya Ujŏngŭi Dali ; russe : мост дружбы, most droujby) est un pont ferroviaire sur la frontière entre la Corée du Nord et la Russie. Franchissant le Tumen, il relie la ville de Khassan dans le kraï du Primorié en Russie et la ville de Tumangang située dans la zone économique spéciale de Rasŏn en Corée du Nord. Le pont se situe à 500 m du tripoint Chine-Corée du Nord-Russie.

## Historique
Le pont a été construit par l'Union des républiques socialistes soviétiques en 1959 en remplacement d'un pont temporaire en bois. Entre 2008 et 2014, la Russie a procédé à la reconstruction du tronçon pour un investissement de 10,6 milliards de roubles.
En octobre 2017, une fibre optique a été installée le long de la voie,, cette liaison permettant à la Corée du Nord de s'affranchir de la Chine pour sa connexion internet. Toujours en 2017, alors que les Coréens suggéraient d'agrandir le pont pour éviter que les exportations russes ne doivent passer par la Chine, la Russie annonce son intention de construire un nouveau pont entre les deux pays,.

## Description
Le chemin de fer est une voie à double écartement car il y a un écartement des rails de 1,52 m en Russie en comparaison de l'écartement standard de 1,435 m pour la Corée. La voie de chemin de fer du pont fait partie de la ligne Baranovsky–Khasan.
Il s'agit du seul pont ferroviaire à assurer la liaison entre la Corée du Nord et la Russie. La frontière entre les deux pays s'étend sur 18 kilomètres. Après chaque passage de train venant de la Corée du Nord, les douanes russes referment complètement le pont.